# Not Another Church Movie
Not Another Church Movie är en amerikansk komedifilm som hade premiär den 19 april 2024 i USA. Filmen är regisserad av James Michael Cummings och Johnny Mack, efter ett manus skrivet av Mack.

## Handling
Filmen kretsar kring Taylor Pherry som får en uppgift från Gud själv nämligen att  berätta historier som inspirerar såväl hans familj som samhället. Vad han inte vet är att Djävulen har egna planer.

## Rollista (i urval)
- Kevin Daniels – Taylor Pherry och Madude Hims
- Mickey Rourke – djävulen
- Vivica A. Fox
- Kyla Pratt
- Lamorne Morris
- Tisha Campbell
- Jasmine Guy
- Jaden Miller – Michael Junior
- Jamie Foxx – Gud